# اوتار دادوناشویلی
اوتار دادوناشویلی (انگلیسی: Otar Dadunashvili; ۲۱ مارس ۱۹۲۸ – ۲۸ اوت ۱۹۹۲) دوچرخه‌سوار اهل اتحاد جماهیر شوروی سوسیالیستی بود.